# 幡野村 (愛知県)
幡野村（はたのむら）は、愛知県愛知郡にあった村。現在の瀬戸市の一部にあたる。

## 地理
矢田川の上流域に位置していた。

## 歴史
- 1889年（明治22年）10月1日、町村制の施行により、愛知郡本地村、菱野村が合併して村制施行し、幡野村が発足[1][2]。旧村名を継承した本地、菱野の2大字を編成[2]。
- 1906年（明治39年）5月10日、愛知郡山口村と合併し、幡山村を新設して廃止された[1][2]。合併後、幡山村大字本地・菱野となる[2]。

### 地名の由来
八幡社と熊野社の社名の各一文字を組み合わせたもの。

## 産業
- 農業[3]

## 名所・旧跡
- 本地大塚古墳（瀬戸市文化財）[3]